# Paul Supré
Paul (ou Paulus) Joseph Marie Supré, né le 20 décembre 1893 et décédé le 8 mars 1977 fut un homme politique belge, membre du CVP.
Supré fut élu député de l'arrondissement de Gand-Eeklo (1944-1954) en suppléance de Jules Maenhout, puis sénateur (1954-1958).

## Sources
- Bio sur ODIS